# سرزمین گوجه‌های سبز
سرزمین آلوچه ها یا قلب حیوانی (به آلمانی: Herztier) رمانی از هرتا مولر رمان‌نویس آلمانی رومانیایی برنده نوبل ۲۰۰۹ است.
این رمان نخستین بار در ۱۹۹۳ چاپ و منتشر شد. در پی اعلام اهدای جایزه نوبل ادبیات به هرتا مولر در سال ۲۰۰۹ این رمان در فهرست پرفروشهای سایت آمازون قرار گرفت.

## خلاصه داستان
رمان دربارهٔ زندگی چهار جوان از اقلیت آلمانی کشور رومانی در زمان دیکتاتوری چائوشسکو است.

## بخش‌هایی از کتاب
- احمق یا هوشمند بودن، دلیلی برای دانستن یا ندانستن چیزی نیست. بعضی‌ها خیلی می‌دانند ولی نمی‌شود آن‌ها را باهوش دانست. بعضی‌ها هم زیاد نمی‌دانند ولی نمی‌شود آن‌ها را احمق تصور کرد.
- در آن زمان باور داشتم که در یک جهان بدون سرنیزه مردم مثل کشور ما راه نمی‌روند، جهانی که در آن مردم مجازند هر طور می‌خواهند فکر کنند.
- هیچ‌کس از من نپرسید که در کدام خانه، در کجا، پشت کدام میز، در کدام تختخواب و در کدام مملکت دوست دارم راه بروم، بخورم، بخوابم و یا چه کسی را از سر ترس دوست داشته باشم… همیشه به بند کشیدن بود نه از بند رهانیدن چرا که سالیان آزگار طول کشید تا از بند رهانیدن به کلام درآمد.
- گئورگ نوشت: بچه‌های مدرسه نمی‌توانند حتی در مورد چیزی که به آن می‌بالند جمله ای بدون ذکر «مجبور بودن»، مانند: من مجبورم، تو مجبوری، ما مجبوریم، بیان کنند. آن‌ها می‌گویند: «مادرم مجبور بود کفش جدیدی برای من بخرد» و این عین حقیقت است. خودم هم همین کار را می‌کنم. مثلاً من مجبورم هر شب از خودم بپرسم که آیا فردایی خواهد بود.
- به پارک نکبتی رفتیم. ادگار گفت: اگر فقط فرد مورد نظر کشور را ترک می‌کرد، بقیه می‌توانستند بمانند.
- بغض گلوی همه را گرفته بود، اما چون اجازه نداشتند گریه‌کنند. به جای آن همگی دست مفصلی زدند. هیچ‌کس جرات نکرد به عنوان اولین نفر دست نزند.
- آن‌ها هر شخص تازه‌وارد را شریک خلافکاری‌های خود می‌کنند. برای هم‌آواز شدن با دیگران، سکوت پیشه کردن و اعتیاد به خوردن خون‌گرم، به یکی دو روز بیشتر نیاز نیست.[۱]

## ترجمه فارسی
سرزمین گوجه‌های سبز، ترجمه: غلامحسین میرزاصالح، ناشر: مازیار